# Hydroidolina
Hydroidolina is een onderklasse binnen de stam van de Cnidaria (neteldieren).

## Orden
- Anthoathecata Cornelius, 1992
- Leptothecata Cornelius, 1992
- Siphonophorae Eschscholtz, 1829